# بوروان
بوروان (به اسپانیایی: Burón) یکی از دهستان‌های اسپانیا است که در استان لئون، اسپانیا واقع شده‌است.

## خصوصیات
بوروان ۱۵۷٫۷۱ کیلومترمربع مساحت و ۳۵۸ نفر جمعیت دارد و ۱٬۱۰۳ متر بالاتر از سطح دریا واقع شده‌است.